# Listă de muzicieni fado

## Interpreți defado(stil Lisabona și Porto)
- Ada de Castro (Ada Antunes Pereira, *1937)
- Adélia Pedrosa (*1945)
- Adelina Ramos (Adelina Ramos Batista Coelho, *1916)
- Adelina Silva
- Alberto Costa
- Alberto Ribeiro (1920 – 2000)
- Alcindo de Carvalho (Alcindo Simões de Carvalho, *1932)
- Aldina Duarte (Aldina Maria Miguel Duarte, *1967)
- Alexandra (*1950)
- Alexandre Faria
- Alfredo Duarte jr. (al doilea fiu al lui Alfredo Marceneiro; 1924 – 1999)
- Alfredo Marceneiro (Alfredo Rodrigo Duarte; porecla Marceneiro = tâmplar;  1891 – 1982)
- Alfredo Guedes
- Alice Maria (Alice Maria Ferreira)
- Alice Pires (*1956)
- Alma Rosa
- Amália Rodrigues (Amália da Piedade Rodrigues, 1920 – 1999)
- America Rosa
- Américo (*1941)
- Ana Laíns (Ana Margarida Laíns da Silva Augusto, *1979)
- Ana Magalhães
- Ana Mauricio (Ana Luísa Maurício Costa, *1970)
- Ana Moura (*1979)
- Ana Rosmaninho
- Ana Sofia Varela (*1977)
- Ana Vinagre
- Angela Maria
- Anita Guerreiro  (Bebiana Guerreiro Rocha Cardinali, *1937)
- António Calvario (*1938)
- António Cruz
- António dos Santos (1919 – 1993)
- António Laranjeira
- António Mello Correia
- António Mendes
- António Moreira da Silva (1902 – 2000)
- António Mourão (António Manuel Dias Pequerrucho, *1936)
- António Passão
- António Pelarigo (António Manuel Vieira Pelarigo)
- António Pinto Basto (António João Ferreira Pinto Basto, *1952)
- António Pinto Coelho
- António Rocha (António Domingos Abreu da Rocha, *1938)
- António Severino
- António Zambujo (António José Rodeira Zambujo, *1975)
- Argentina Santos (Maria Argentina Pina dos Santos, *1926)
- Arlindo de Oliveira
- Armandinho (Armando Augusto Freire, 1891 – 1946)
- Armando Morais
- Arminda Conceição
- Artur Batalha
- Artur Ribeiro (1924 - 1982)
- Augusta Ermida (Maria Augusta Ermida)
- Beatriz da Conceição (*1939)
- Beatriz Ferreira
- Berta Cardoso (Berta dos Santos Cardoso, 1911 – 1997)
- Bruno Igrejas
- Camané (Carlos Manuel Moutinho Paiva dos Santos Duarte, *1967)
- Candida Ramos
- Carlos do Carmo (Carlos Alberto Ascensão de Almeida, fiul Ercíliei Costa, *1939)
- Carlos Duarte
- Carlos Jose Teixeira
- Carlos Macedo (José Carlos de Campos Macedo, *1946)
- Carlos Ramos (Carlos Augusto da Silva Ramos, 1907 – 1969)
- Carlos Zel (António Carlos Pereira Frazão, 1950 – 2002)
- Carminho (Carmo Rebelo de Andrade, fiica Teresei Siquiera, *1984)
- Celeste Rodrigues (Maria Celeste Rebordão Rodrigues, *1923)
- César Morgado
- Chico Madureira
- Cidália Moreira (*1944)
- Cila D'Aire
- Conceição de Freitas
- Cristina Branco (*1972)
- Cristina Navarro
- Cristina Nóbrega
- Cuca Roseta (*1980)
- Dam Félix
- David José
- Debora Rodrigues
- Deolinda de Jesus
- Deolinda Maria (Deolinda Gomes Martins, 1939 – 2008)
- Deolinda Rodrigues (Deolinda Rodrigues Veloso, *1924)
- Diana Gil
- Dina do Carmo
- Dina Teresa
- Dulce Pontes (Dulce José Silva Pontes, *1969)
- Edgar Baleizao
- Eduarda Maria
- Elizabete Moutinho
- Ercília Costa (mama lui Carlos do Carmo, 1902 – 1985)
- Ermelinda Vitoria
- Esmeralda Amoedo (*1936)
- Estela Alves
- Estêvão Amarante (Estêvão Amarante Carvalho da Silva, 1894-1951)
- Eugénia Lima
- ulália Duarte
- Eurico Pavia
- Fábia Rebordão (*1985)
- Fátima Fernandes
- Fátima Ferreira
- Fernanda Baptista (1919 – 2008)
- Fernanda Bragança
- Fernanda Maria (Maria Fernanda Carvalheira dos Santos, *1937)
- Fernanda Oliveira
- Fernanda Peres
- Fernando de Sousa
- Fernando Farinha (1928 – 1988)
- Fernando Maurício (Fernando da Silva Maurício, 1933 – 2003)
- Filipa Cardoso (*1979)
- Filipa País
- Filipe Duarte (*1973)
- Filipe Pinto
- Flora Pereira (1929 – 2008)
- Flora Silva
- Florência (Florência Martins da Cunha Vieira, *1943)
- Florinda Maria
- Francisco José (Francisco José Galopim de Carvalho, 1924 – 1988)
- Francisco Martinho
- Francisco Pessoa
- Francisco Stoffel
- Frei Hermano da Câmara (Hermano Vasco Villar Cabral da Câmara, *1934)
- Frutuoso Franca (1912 – ?)
- Gabino Ferreira (*1922)
- Gil Costa
- Gonçalo Salgueiro
- Hélder Moutinho (*1969)
- Helena Leonor (*1977)
- Hermínia Silva (Herminia Silva Leite Guerreiro, 1907 – 1993)
- Joana Amendoeira (*1982)
- Joana Costa
- João Braga (João de Oliveira e Costa Braga, *1945)
- João Cabral
- João Carlos Silva
- João Casanova
- João Chora
- João Ferreira-Rosa (João Manuel Soares Ferreira-Rosa, *1937)
- João Machado
- João Pedro
- João Pereira
- Joaquim Campos
- Joaquim Mendes
- Joaquim Ratinho
- Joaquim Silveirinha (Joaquim Amador Silveirinha)
- Jorge Barradas
- Jorge Costa Pinto
- Jorge Fernando (Jorge Fernando da Silva Nunes, *1957)
- Jorge Ferreira
- Jorge Ganhao
- José Coelho
- José da Câmara (fiul lui Vicente da Câmara)
- José Freire
- José Gonçalez
- José Labaredas (1946 - 2000)
- José Lameiras (*1965)
- José Luís Gordo
- José Manuel Barreto
- José Manuel de Castro
- José Manuel Osorio
- José Mario Branco (*1942)
- José Nunes
- José Paradela de Oliveira (1904 - 1970)
- José Perdigão
- José Porfirio
- José Pracana (José da Silva Pracana Martins, *1946)
- Júlia Barroso (1930 - 1996)
- Júlia Chaves
- Julieta Estrela
- Julieta Reis
- Júlio Peres (Júlio Peres Marques) (1909 – 1995)
- Júlio Vieitas (1915 – 1990)
- Karmo Leal
- Katia Guerreiro (Kátia d'Almeida d’Oliveira Rosado Guerreiro Ochoa, *1976)
- Lenita Gentil (Maria Helena Gentil do Carmo, *1948)
- Liana (*1979)
- Lidia Ribeiro
- Lina Maria Alver
- Linda de Suza-Sousa (Teolinda Joaquina de Sousa Lança, *1948)
- Linda Leonardo
- Lisa Santos
- Lourdes Rodrigues
- Lucília do Carmo (Lucília Nunes Ascensão do Carmo, mama lui Carlos do Carmo, 1920 – 1999)
- Lucio Bamond
- Luz Sá da Bandeira
- Madalena de Melo
- Madalena Iglesias
- Mafalda Arnauth (*1974)
- Mafalda Taborda
- Mané
- Manuel Barbosa
- Manuel Calixto
- Manuel Cardoso de Menezes
- Manuel da Câmara
- Manuel de Almeida (Manuel Ferreira de Almeida, 1922 – 1995)
- Manuel Dias
- Manuel Fernandes (*1921 – d.1994)
- Manuel João Ferreira
- Manuel Marques
- Manuel Monteiro (1909 - 1990)
- Manuela Cavaco (Maria Manuela Ferra Tavares Balisa Cavaco, *1943)
- Márcia Condessa
- Marco Oliveira (*1988)
- Margarida Bessa (Maria Margarida Pires Martins de Paula Bessa)
- Margarida Guerreiro
- Maria Albertina (1912 – 1984)
- Maria Alcina
- Maria Amelia Proença (Maria Amélia Marques Proença, *1938)
- Maria Ana Bobone (Maria Ana Sarmento de Beires d'Orey Bobone, *1974)
- Maria Armanda (Maria Armanda Moreno da Silva, *1942)
- Maria Clara
- Maria da Conceição
- Maria da Fé (Maria da Conceição Costa Marques Gordo, *1945)
- Maria da Nazaré
- Maria das Mercês Caeiro da Cunha Rego (*1935)
- Maria de Lourdes
- Maria Dilar
- Maria do Carmo (1885 – 1964)
- Maria do Ceo
- Maria do Espirito Santo
- Maria do Rosário Bettencourt (Maria da Graça da Rocha Vieira, *1933)
- Maria Emilia
- Maria Glória Guedes
- Maria João Quadros
- Maria José da Guia
- Maria José Valério (*1933)
- Maria Leopoldina da Guia (1946 – 2006)
- Maria Lisboa
- Maria Mendes
- Maria Piedade Fernandes
- Maria Teresa de Noronha (Maria Teresa do Carmo de Noronha Guimarães Serôdio, 1918 – 1993)
- Maria Valejo (Maria Joana Rosado Valejo)
- Mariana Silva (*1933)
- Mariema
- Marina Mota (Marina da Conceição Ribeiro Mota, *1962)
- Mário Rocha
- Mário Saraiva
- Mariza (Marisa dos Reis Nunes, *1973)
- Marly Gonçalves
- Mathilde Larguinho
- Mavilda Goncalves
- Max (Maximiano de Sousa, 1918 – 1980)
- Mercês da Cunha Rego
- Miguel Capucho
- Miguel da Silva (Miguel Maria do Amaral da Silva Sanches)
- Mísia (*1955)
- Natália dos Anjos
- Natalina Bizarro
- Natalino de Jesus
- Natalino Duarte (Natalino Duarte Teodósio)
- Natércia da Conceição
- Natércia Maria (Natércia Maria Carvalho Andrade)
- Nathalie Pires
- Neca Rafael
- Nelson Duarte
- Nelson Gonçalves
- Nuno da Câmara Pereira (Nuno Maria de Figueiredo Cabral da Câmara Pereira, *1951)
- Nuno de Aguiar (Concórdio Henriques de Aguiar)
- Paulo Braganca (*1968)
- Paulo de Carvalho (*1947)
- Paulo Filipe
- Paulo Linhares
- Pedro Moutinho (Pedro Miguel Moutinho Paiva dos Santos, *1976)
- Pedro Vilar
- Pedro Viola
- Piedade Fernandes
- Quinita Gomes
- Raquel Tavares (n. 1985)
- Raul Dias
- Raul Pereira
- Ricardo Caria (n.16 decembrie 1978)
- Ricardo Ribeiro (Ricardo Alexandre Paulo Ribeiro, *1981)
- Roberta Miranda
- Rodrigo (Rodrigo Ferreira Inácio, *1941)
- Rodrigo Costa Félix (Rodrigo Costa Felix de Aires Mateus)
- Rui de Mascarenhas
- Saudade dos Santos
- Sebastião Robalinho
- Sérgio
- Simone de Oliveira (Simone de Macedo e Oliveira, *1938)
- Susana Lopes
- Tânia Oleiro
- Teresa Salgueiro (*1986)
- Teresa Silva Carvalho (Maria Teresa Boavida da Silva Carvalho, *1938)
- Teresa Siqueira (Maria Teresa da Camara Siqueira Carvalho Rebelo de Andrade, mama cântăreței Carminho, *1960)
- Teresa Tapadas
- Teresa Tarouca (Maria Teresa de Jesus Pinto Coelho Telles da Silva, *1947)
- Terezinha Alves
- Tilla Maria
- Tina Santos
- Tónia
- Tony de Matos (António Maria de Matos, 1924 – 1989)
- Tristão de Silva (Manuel Augusto Martins Tristão da Silva, 1927 – 1968)
- Valentim Matias
- Vasco Rafael (Vasco Rafael Simões de Sá Nogueira, 1949 – 1998)
- Vasco Santana
- João Veiga
- Valdemar Vigário
- Vicencia Lima
- Vicente da Câmara (Vicente Maria do Carmo Noronha da Câmara, *1928)
- Victor Almeida e Silva
- Vitor Duarte (Vítor Manuel de Azevedo Duarte, nepotul lui Alfredo Marceneiro și fiul lui Alfredo Duarte jr., *1945)
- Xavier de Oliveira
- Zito

## Compozitori defado(stil Coimbra)
- Raul Ferrão (1890 – 1953)
- Artur Fonseca (1912 – 1995)

## Interpreți defado(stil Coimbra)
- Adriano Correia de Oliveira (Adriano Maria Correia Gomes de Oliveira, 1942 – 1982)
- Alberto Ribeiro
- António Dinis
- António Menano
- Augusto Hilário
- Edmundo Bettencourt (1889 – 1973)
- Enrique Guerra
- Fernando Machado Soares (*1930)
- Francisco Menano
- Gonçalo Mendes
- José Afonso (José Manuel Cerqueira Afonso dos Santos, sau Zeca Afonso, 1929 – 1987)
- Luís Góis
- Nuno Correia da Silva
- Rui Seoane

## Chitariști
- Afonso de Sousa
- Almeida Santos
- Álvaro Moreira
- António Brojo
- António Chainho (*1938)
- António dos Santos (1919 – 1993)
- António Parreira (*1944)
- António Portugal
- Armandinho (1891 – 1946)
- Artur Paredes (1899 – 1980)
- Carlos Paredes (1925 – 2004)
- Carlos Ramos (1907 – 1969)
- Custódio Castelo (*1966)
- Eduardo Melo
- Fernando Dias Marques
- Francisco Martins
- Francisco Menano
- Gonçalo Paredes
- Jaime Santos (1909 – 1982)
- Jorge Godinho
- Jorge Fontes (1935 – 2010)
- José Fontes Rocha (1926 – 2011)
- Luis Barroso
- Luis Ribeiro
- Manuel Borralho
- Manuel Paredes
- Mário Pacheco (*1953)
- Octávio Sérgio
- Paulo Alexandre
- Pedro Caldeira Cabral (*1950)
- Raul Nery (1921 – 2012)
- Samuel Cabral
- Paulo Valentim
- Zé Manuel Neto